# Мироненко Петро Никифорович
Петро Никифорович Мироненко (1901, місто Кременчук — березень 1983, місто Ленінград) — радянський діяч органів держбезпеки, генерал-лейтенант. Член Ревізійної Комісії КП(б)У в 1949—1952 р.

## Біографія
Народився у родині службовця. У 1920 році закінчив шість класів реального училища у місті Полтаві. У вересні 1920 — вересні 1922 — бібліотекар бібліотеки імені Панаса Мирного в Полтаві.
З вересня 1922 року — у Червоній Армії. У вересні — грудні 1922 року — рядовий 1-го Петроградського полку 1-ї прикордонної дивізії ДПУ. У грудні 1922 — вересні 1923 року — рядовий 2-го Окремого батальйону ДПУ у місті Сестрорецьку.
У вересні 1923 — 1924 — помічник начальника застави, бібліотекар взводу, груповод Окремого батальйону ДПУ у місті Кінгісепп. У 1924 — жовтні 1928 — бібліотекар, вчитель, інструктор політичної роботи 7-го Кінгісеппського прикордонного загону ОДПУ.
Член ВКП(б) з липня 1926 року.
У жовтні 1928 — жовтні 1930 року — курсант Вищої прикордонної школи ОДПУ.
У жовтні 1930 — березні 1932 — інструктор політичної роботи 47-го Керкінського прикордонного загону ОДПУ.
У березні 1932 — листопаді 1934 — помічник інспектора, інспектор, старший інспектор Управління прикордонної охорони і військ ДПУ Повноважного представництва ОДПУ по Середній Азії — Управління прикордонної і внутрішньої охорони (УПВО) УНКВС по Середній Азії. У листопаді 1934 — квітні 1935 — старший інспектор Політичного відділу УПВО НКВС Узбецької РСР.
У квітні 1935 — жовтні 1937 — інструктор, старший інструктор Політичного відділу УПВО УНКВС Ленінградської області.
У жовтні 1937 — жовтні 1938 — начальник Політичного відділу внутрішніх військ НКВС Приволзького округу.
8 жовтня 1938 — 8 березня 1939 — начальник Політичного відділу прикордонних і внутрішніх військ НКВС Ленінградського округу.
8 березня 1939 — 17 серпня 1940 — начальник Політичного управління прикордонних військ НКВС СРСР.
17 серпня 1940 — 26 лютого 1941 — начальник Головного управління політичної пропаганди військ НКВС СРСР. 26 лютого — 16 липня 1941 — начальник Управління агітації і пропаганди військ НКВС СРСР. 16 липня 1941 — жовтні 1942 — начальник Політичного управління військ НКВС СРСР.
У жовтні 1942 — березні 1948 — заступник начальника Головного управління прикордонних військ (ГУПВ) НКВС—МВС СРСР з політичної частини — начальник Політичного управління ГУПВ НКВС—МВС СРСР.
У березні 1948 — серпні 1950 р. — начальник Управління прикордонних військ МВС—МДБ Закарпатського округу.
У серпні 1950 — серпні 1951 р. — начальник Управління прикордонних військ МДБ Ленінградського округу.
26 серпня 1951 — 11 березня 1953 — заступник міністра державної безпеки СРСР.
У квітні — вересні 1953 р. — начальник Управління прикордонних військ МВС Литовського округу. У вересні 1953 — березні 1954 р. — начальник Управління прикордонних військ МВС Прибалтійського округу.
У березні 1954 — серпні 1959 р. — начальник Управління прикордонних військ МВС—КДБ Ленінградського округу.
З серпня 1959 року — на пенсії у місті Ленінграді.

## Звання
- старший політрук (17.09.1936)
- батальйонний комісар (20.12.1937)
- полковий комісар (25.09.1938)
- дивізійний комісар (9.03.1939)
- генерал-майор (20.12.1942)
- генерал-лейтенант (17.11.1944)

## Нагороди
- орден Леніна
- чотири ордени Червоного Прапора
- орден Трудового Червоного Прапора
- орден Знак Пошани
- орден Суворова 2 ступеня
- орден Червоної Зірки
- 12 медалей